# Pitiquito (kommun)
Pitiquito är en kommun i Mexiko.   Den ligger i delstaten Sonora, i den nordvästra delen av landet, 1 800 km nordväst om huvudstaden Mexico City. Antalet invånare är 9 468. Arean är 11 980 kvadratkilometer.
Terrängen i Pitiquito är lite bergig.
Följande samhällen finns i Pitiquito:
- Pitiquito
- La Libertad
- El Desemboque
- La Estación
- Santa Matilde